# Musée portuaire de Rotterdam
Pour les articles homonymes, voir Musée portuaire.
Le musée portuaire (en néerlandais : Havenmuseum) est un ancien musée de Rotterdam dans la province néerlandaise de Hollande-Méridionale. Il est fondé en 2002 et fusionne en 2016 avec le musée maritime (Maritiem Museum).
La collection du musée comprend des navires, des grues portuaires et d'autres objets portuaires de la période 1850 à 1970.